# Minelli
Luisa Ionela Luca  (Slobozia, 22 de agosto de 1988), más conocida por su nombre artístico Minelli, es una Cantante y Compositora Rumana. Formó parte del grupo musical Wassabi entre 2006 y 2009, pero no fue hasta principios de 2019 que saltó a la fama con su sencillo "Mariola", el cual llegó a la primera posición en las listas Airplay 100 de su país natal. Después, en marzo de 2021, "Rampampam" se hizo un éxito en numerosos países, acumulando actualmente más de 300 millones de visualizaciones en YouTube y 100 millones de reproducciones en Spotify.

## Vida personal
Luisa Ionela Luca nació un 22 de agosto de 1988 en Slobozia, Rumania. Comenzó a cantar a la edad de 11 años, cuando creó una banda en su ciudad natal. En 2004, se mudó a Bucarest, y entre los años 2006 y 2009, formó parte de la banda Wassabi. Posteriormente, Intentaron representar a Rumania en el concurso Eurovision en 2007, enviando las canciones "Crazy" con Morandi y "Do the Tango with Me" a la final nacional de ese año. Después de que Wassabi se separara, Minelli se enfocó en su carrera como solista y empezó a trabajar como cantante y compositora.
En marzo de 2019, Minelli lanzó su primer sencillo número uno en Rumania, "Mariola", el cual encabezó las listas de Airplay del país. En 2021 "Rampampam" obtuvo un éxito considerable en múltiples países como lo son Bulgaria, República Checa, Lituania, Polonia y Rusia. Para la semana que finalizó el 28 de agosto de 2021, "Rampampam" alcanzó el puesto 139 en la revista de Billboard Global 200